# Insektycydy polichlorowe
Insektycydy polichlorowe – grupa insektycydów, głównie węglowodorów w różnym stopniu chlorowanych i o różnej budowie. Zależnie od budowy chemicznej wykazują różną skuteczność w zwalczaniu owadów oraz różną szkodliwość dla człowieka i środowiska.

## Budowa i właściwości chemiczne
Źle rozpuszczają się w wodzie, dobrze natomiast w większości rozpuszczalników organicznych. Wykazują bardzo dużą odporność na wpływy różnych czynników zewnętrznych (temperatura, wilgotność, światło itp.).
W większości mają formę krystaliczną lub są oleistymi cieczami, często o charakterystycznym zapachu. Preparaty użytkowe produkowane są w postaci proszków do opylań, roztworów w rozpuszczalnikach organicznych o różnych stężeniach, emulsji i zawiesin.

## Podział
Głównymi klasami chemicznymi insektycydów polichlorowych są chloropochodne węglowodorów aromatycznych:

### bischlorofenylowe
- DDT
- metoksychlor

### pochodne cyklodienowe
- aldryna,
- dieldryna,
- heptachlor,
- endosulfan,
- chlordan

## pochodne cykloparafinowe
- heksachlorocykloheksan (HCH),
- lindan (γ-HCH),

## chlorowane terpeny
- kamfeny i pineny – toksafen.

## Zastosowanie
Insektycydy polichlorowe były powszechnie stosowane w latach 1940–1960 jako podstawowa grupa związków w ochronie płodów rolnych, zwalczaniu chorób zwierząt oraz akcjach higieniczno-sanitarnych (zwalczanie zimnicy w krajach afrykańskich). Obecnie, ze względu na szkodliwe działanie na środowisko, wszystkie wymienione powyżej zostały wycofane.

## Toksyczność
Szkodnikobójczo działają przede wszystkim kontaktowo, ale także ogólnie po wniknięciu przez błony, drogi oddechowe i przewód pokarmowy owadów.

### Mechanizm działania toksycznego
Mimo znacznej liczby stale prowadzonych prac, mechanizm toksyczności insektycydów polichlorowych nadal nie jest wyjaśniony ostatecznie. Wiadomo natomiast, że związki z tej grupy są truciznami neurotropowymi – działają ośrodkowo i obwodowo neurotoksycznie.

W zatruciu ostrym szybko pojawiają się drżenia i różnego rodzaju drgawki. Powodują trwałe zaburzenia neurologiczne takie jak niedowłady kończyn i przykurcze mięśni. Za te objawy odpowiedzialne jest naruszanie naturalnych układów neuroprzekaźników (amin katecholowych, GABA i indolamin).
Związki te działają również toksycznie na narządy, powodując zmiany morfologiczne w wątrobie i nerkach.
Niektóre węglowodory chlorowane (DDT, heptachlor) są inhibitorami enzymów cyklu oddechowego i przemiany węglowodanowo-fosforanowej. Związane z tym niedotlenienie tkanki mózgowej może wyjaśniać przyczyny powstawania wielu objawów klinicznych zatrucia, pochodzenia ośrodkowego.

Insektycydy cyklodienowe (dieldryna), naruszając przemiany aminokwasów, zwiększają zawartość amoniaku w mózgu. Zaburzenia w zapisie EEG obserwowano wiele miesięcy po zatruciu.
Nie wszystkie insektycydy z tej grupy działają tak samo. Przypuszcza się, że działanie pobudzające lub depresyjne izomerów HCH wynika z ich różnej zdolności do przenikania przez błony komórkowe do wnętrza aksonów.

### Objawy zatrucia
Po 0,5–1 godziny po przyjęciu większych dawek insektycydów pojawiają się wymioty i biegunki.Wolniej rozwijają się objawy neurologiczne:
- osłabienie kończyn
- drętwienie
- niepokój i pobudzenie
- drżenia powiek i mięśni przechodzące z czasem w uogólnione drgawki kloniczne
- objawy uszkodzenia wątroby
- zmiany w zapisie EEG

Zgony następują rzadko, a ich przyczyną jest porażenie ośrodka oddechowego i naczynioruchowego.
Dawka śmiertelna DDT dla człowieka wynosi ok. 15 g.
Związki polichlorowe mają bardzo dużą zdolność kumulowania się w tkankach bogatych w lipidy. Może to być przyczyną wtórnych zatruć kiedy toksyny te wydostaną się z tkanki tłuszczowej do krwi.

### Leczenie zatruć
Leczenie jest wyłącznie objawowe, nie istnieją żadne swoiste odtrutki. Przeprowadza się zabiegi mające na celu zmniejszenie lub chociaż opóźnienie wchłaniania. Nie wolno podawać żadnych olejów ani mleka, gdyż te substancje (będące rozpuszczalnikami organicznymi) mogą nasilać wchłanianie. Można podawać też leki uspokajające (barbiturany, benzodiazepiny) w celu opanowania drgawek.

### Wpływ na środowisko
Insektycydy polichlorowe stanowią potencjalnie bardzo duże zagrożenie dla środowiska naturalnego. Są bowiem trwałe chemicznie (nie ulegają rozkładowi przez lata) i mają zdolność do kumulowania się w organizmach żywych, w tkankach bogatych w tłuszcze. Mimo całkowitego wycofania DDT z użytku, w latach 70 XX wieku, nadal jest on znajdowany w organizmach roślin, zwierząt i ludzi.
Czas zalegania w glebie insektycydów chloroorganicznych:
- DDT – 8–12 lat
- HCH, aldryna, heptachlor – 4–12 lat
- Lindan – 1–4,5 lat